# Kate Trotter
Kate Trotter (ur. 5 lutego 1953) – kanadyjska aktorka filmowa telewizyjna i teatralna.
Do jej najbardziej znanych ról telewizyjnych zaliczają się role w  serialach: Wild Roses (serial TV), Kamuflaż (Covert Affairs), Zagubiona tożsamość (Lost Girl), The Newsroom, Paradise Falls, Earth: Final Conflict, Legendy Kung-Fu (Kung Fu: The Legend Continues), The Jane Show, Republika Doyley'ow (Republic of Doyle), Blue Murder, Detektyw Murdoch (Murdoch Mysteries), Nowa Seria Alfred Hitchcock przedstawia (sezon 3 odcinek 20 i 21 pt. Polowanie) oraz Sue Thomas:słyszące uszy FBI (Sue Thomas F.B. Eye). Z kolei jej najbardziej udane role filmowe to: Bez granic (Beyond Borders), Joshua Then and Now, Murder in the Hamptons, Murder in Space, Taking a Chance on Love, Clarence  oraz True  Love. Wygrała Nagrodę Gemini za rolę Najlepszej Aktorki Gościnnej w serialu Blue Murder z 2003 roku.
Jej najbardziej znane role teatralne to rola Miss Havisham w Wielkie nadzieje Great Expectations, Madge Kendal  w The Elephant Man, Alma w Summer and Smoke, Julię w Romeo i Julia, Hermione w Zimowa opowieść (The Winter's Tale), rola Katie w Quiet in the Land oraz rola Ann Whitfield w sztuce Man and Superman. Była trzy razy zwycięzcą nagrody Dora Mavor Moore Award za role teatralne. Trotter wykładała też aktorstwo na George Brown College i w Armstrong Studio, pracowała także jako nauczyciel komunikacji.
W latach 80. była przez krótki czas żoną dyrektora teatru Guya Sprunga.